# Браун, Артур (футболист, 1885)
А́ртур Сэ́мьюэл Бра́ун (англ. Arthur Samuel Brown; 6 апреля 1885 — 27 июня 1944) — английский футболист, выступавший на позиции нападающего. 

## Клубная карьера
Уроженец Гейнсборо (графство Линкольншир), Браун начал играть в футбол в местной команде «Гейнсборо Черч Лэдз Бригейд», после чего перешёл в «Гейнсборо Тринити». В сезоне 1901/02 провёл за команду 3 матча и забил 2 гола во Втором дивизионе.
В 1902 году перешёл в «Шеффилд Юнайтед» за 350 фунтов. Провёл в клубе шесть сезонов, сыграв 178 матчей и забив 95 голов в рамках лиги. В сезоне 1904/05 стал лучшим бомбардиром высшего дивизиона чемпионата Англии.
22 июня 1908 года перешёл в «Сандерленд» за 1000 фунтов. Провёл в клубе два сезона, сыграв 50 матчей и забив 21 гол в рамках чемпионата. Выступая за «Сандерленд», он продолжал жить в Гейнсборо, но после болезни жены в 1910 году пропускал тренировки и матчи и был отстранён клубом. В октябре 1910 года покинул «Сандерленд», став игроком лондонского клуба «Фулхэм». В составе последнего провёл два сезона, сыграв 41 матч и забив 9 голов. В мае 1912 года перешёл в «Мидлсбро» за 400 фунтов, но провёл за клуб только четыре матча.

## Карьера в сборной
29 февраля 1904 года Браун дебютировал за национальную сборную Англии в матче против сборной Уэльса. 17 февраля 1906 года провёл за сборную свой второй и финальный матч (против сборной Ирландии), отметившись с нём забитым мячом.

## Достижения
Сборная Англии
Победитель Домашнего чемпионата Британии: 1904, 1906 (разделённая победа)